# Emmiltis sirentina
Emmiltis sirentina är en fjärilsart som beskrevs av Franz Dannehl 1925. Emmiltis sirentina ingår i släktet Emmiltis och familjen mätare. Inga underarter finns listade i Catalogue of Life.